# Bermudas nos Jogos Olímpicos de Verão de 1984
Bermudas participou dos Jogos Olímpicos de Verão de 1984 em Los Angeles, Estados Unidos.  O país retornou aos Jogos Olímpicos após aderir ao boicote aos Jogos Olímpicos de Verão de 1980.

## Resultados por Evento

### Atletismo
Salto em altura masculino
- Nick Saunders
  - Classificatória — 2.18m (→ não avançou)

Lançamento de disco feminino
- Sonia Smith
  - Classificatória — 52.74m (→ não avançou)

Lançamento de dardo feminino
- Sonia Smith
  - Classificatória — 52.74m (→ não avançou)

### Natação
100m peito masculino
- Victor Ruberry
  - Eliminatória — 1:05.96 (→ não avançou, 24º lugar)

200m peito masculino
- Victor Ruberry
  - Eliminatória — 2:31.48 (→ não avançou, 36º lugar)